# Motel Łokieć
Motel Łokieć (ur. 20 marca 1897 w Tomaszowie Mazowieckim, zm. 28 maja 1942 w KL Auschwitz) – polski krawiec, działacz komunistyczny i związkowy pochodzenia żydowskiego. Czołowy aktywista Związku Zawodowego Robotników Przemysłu Odzieżowego, przewodniczący Związku Zawodowego Przemysłu Krawieckiego w Tomaszowie Mazowieckim.

## Życiorys
Urodził się w biednej, wielodzietnej rodzinie żydowskiej. Był synem Jakuba Józefa (Chaima Joska) Łokcia, tomaszowskiego kowala, i Rywki Ruchli z d. Grinberg. Jego bracia Hersz Lejzer, Icek Zelman (1881-1923) i Judel Dan (alias Józef Łokietek, 1890-1941) wcześnie podjęli działalność polityczną i związkową. Motel Łokieć praktykował w zawodzie krawieckim.
W połowie lat dwudziestych należał do aktywu Związku Zawodowego Robotników Przemysłu Odzieżowego w Polsce, który był zdominowany przez działaczy o przekonaniach komunistycznych. W roku 1929 po delegalizacji tego Związku starał się wraz z innymi żydowskimi aktywistami o zgodę władz na wznowienie jego działalności. Władze udzieliły takiej zgody 11 marca 1929 r., jednak na pierwszym oficjalnym zebraniu Związku aresztowały całe prezydium, w tym i Łokcia. Po dłuższych staraniach w lipcu 1930 r. Łokieć i inni aktywiści tomaszowscy (głównie żydowscy) zarejestrowali Związek Zawodowy Przemysłu Krawieckiego, który miał gwarantować „ochronę interesów klasowych i ekonomicznych robotników przemysłu krawieckiego”. W latach 1930–1934 Łokieć pełnił funkcję przewodniczącego Związku. Skupiał on 70 członków (stan z marca 1934 r.). Przeprowadził wiele akcji socjalnych, a 3 listopada 1934 r. zorganizował strajk 90 krawców. Współpracował z innymi klasowymi organizacjami związkowymi, zwłaszcza ze związkiem włókniarzy, w którym czynnie działali jego starsi bracia Hersz Lejzer i Icek Zelman, z zawodu tkacze. Łokieć był represjonowany w okresie sanacyjnym jako jednostka sympatyzująca z organizacjami wywrotowymi.
W okresie okupacji został aresztowany na początku 1940 roku jako sympatyk komunizmu i wywieziony do obozu koncentracyjnego w Auschwitz (nr obozowy 34505). Tam zmarł 28 maja 1942 roku, po dwóch latach pobytu w obozie.